# Mineriadă

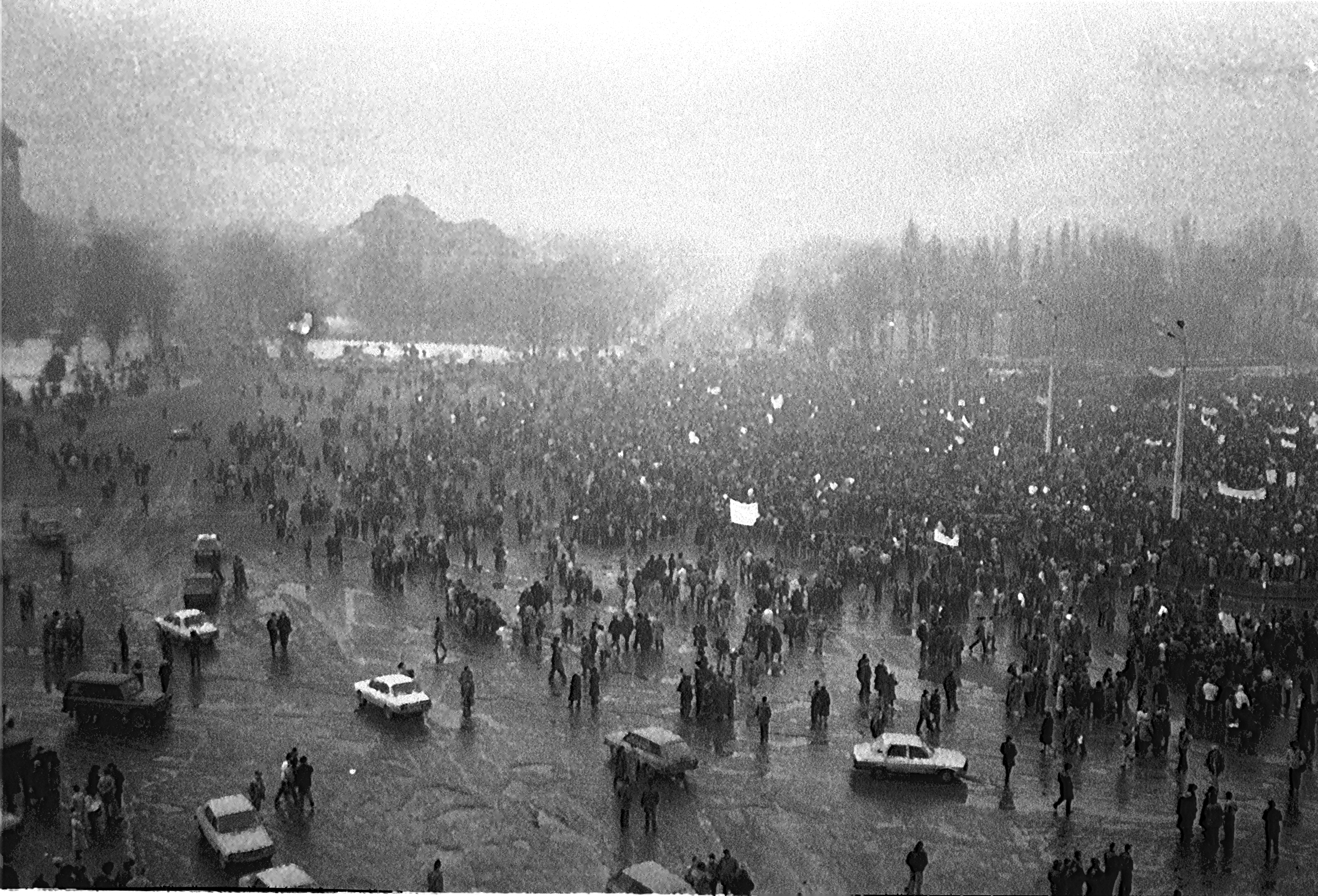
Mineriada din februarie 1990

Mineriadă este termenul generic cu care sunt denumite violențele exercitate de mineri în România postdecembristă. În total au avut loc șase mineriade:
- Mineriada din 28-29 ianuarie 1990
- Mineriada din 18-19 februarie 1990
- Mineriada din 13-15 iunie 1990
- Mineriada din 24-28 septembrie 1991
- Mineriada din 4-23 ianuarie 1999
- Mineriada din 16-17 februarie 1999